# 5692 Shirao
5692 Shirao (1992 FR) là một tiểu hành tinh vành đai chính được phát hiện ngày 23 tháng 3 năm 1992 bởi Endate và Watanabe ở Kitami.